# Кобата Мінору
Кобата Мінору (яп. 小畑 穣, нар. 24 листопада 1946, Сайтама —) — японський футболіст, що грав на позиції півзахисника.

## Клубна кар'єра
Грав за команду Хітачі.

## Виступи за збірну
Дебютував 1970 року в офіційних матчах у складі національної збірної Японії. У формі головної команди країни зіграв 13 матчів.

## Статистика
Статистика виступів у національній збірній.
| Збірна Японії | Збірна Японії | Збірна Японії |
| Роки          | Ігри          | голи          |
| ------------- | ------------- | ------------- |
| 1970          | 11            | 0             |
| 1971          | 0             | 0             |
| 1972          | 0             | 0             |
| 1973          | 2             | 0             |
| Усього        | 13            | 0             |